# 川水流駅
川水流駅（かわずるえき）は、かつて宮崎県延岡市北方町川水流にあった高千穂鉄道高千穂線の駅である。高千穂線が2007年（平成19年）に部分廃止されたことに伴って廃駅となった。

## 歴史
- 1936年（昭和11年）4月12日：国鉄日ノ影線の日向岡元駅 - 当駅間の延伸により開業[1]。当初は終着駅であった。
- 1937年（昭和12年）9月3日：当駅 - 槇峰間延伸開業。途中駅となる。
- 1972年（昭和47年）7月22日：貨物取扱廃止[1]。
- 1984年（昭和59年）2月1日：荷物扱い廃止[1]。
- 1987年（昭和62年）4月1日：国鉄分割民営化により九州旅客鉄道の駅となる[1]。
- 1989年（平成元年）4月28日：第三セクター転換により高千穂鉄道の駅となる[2]。
- 2005年（平成17年）9月6日：台風14号による被害で高千穂線が全線運休となる。
- 2007年（平成19年）9月6日：延岡 - 槇峰間廃線により廃駅。

## 駅構造
島式ホーム1面2線の地上駅であった。駅舎は旧国鉄時代の木造駅舎で、無人駅であった。
保線用設備を備えており高千穂線における保線の中心的役割を担っていたが、2005年の台風災害により保線用車両を含め駅全体が水没するという被害を受け、存廃問題に大きく影響を与えた。

## 利用状況
2003年度の1日平均乗車人員は79人であった。

## 駅周辺
- 延岡市北方町総合支所（旧・北方町役場）
- 延岡市立北方小学校
- 延岡市立北方中学校
- 川水流郵便局
- はまゆう園
- 国道218号
- 宮崎県道20号北方北郷線
- 五ヶ瀬川

## 現状
駅跡地には小さな公民館が立っており、駅前に「川水流駅前」という宮崎交通の停留所が残る。

## 隣の駅
高千穂鉄道
■高千穂線
曽木駅 - 川水流駅 - 上崎駅